# Mikófalva
Mikófalva is een plaats (község) en gemeente in het Hongaarse comitaat Heves. Mikófalva telt 818 inwoners (2002).